# ジョージ・バードウッド

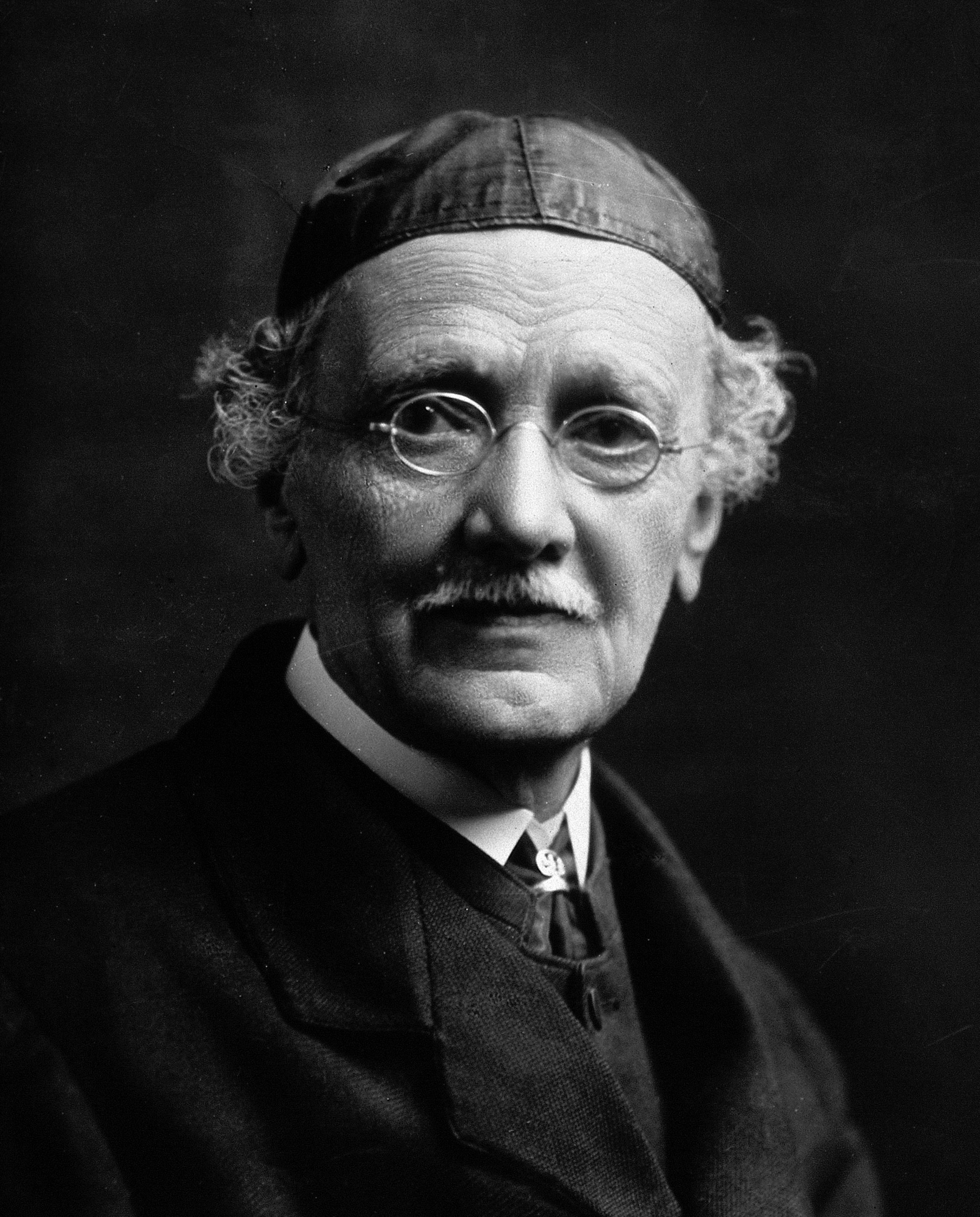
George Christopher Molesworth Birdwood

ジョージ・バードウッド（Sir George Christopher Molesworth Birdwood KCIE MD、1832年12月8日 - 1917年6月28日）は、インド植民地時代のイギリスの役人、博物学者、著述家である。インドの芸術（工芸品）をヨーロッパに紹介したことで知られる。
インドのベルガウムで生まれた。父親はインド駐留の軍人で、母親はロンドン伝道協会の伝道師の娘である。教育のためにイギリスに送られ、グラマー・スクールを経て、エディンバラ大学で医学の学位を得た。軍医となってインドに戻り、ボンベイ医師団で働いた。医学の分野以外に広い興味を持ち、ボンベイの文化庁に関与し、新設されたボンベイ大学の事務長を務めた。王立アジア協会の美術博物館の学芸委員も務めた。著書に『ボンベイの栽培野菜製品』（Economic Vegetable Products of the Bombay Presidency）は1868年までに12版を重ねた。
1868年に健康を害して、イギリスに戻るが、インドの文化の紹介のために働き、国際博覧会、博物館の展示に尽力した。サウスケンジントンのインド博物館（現在はヴィクトリア&アルバート博物館に統合）の学芸員を務めた。1879年にインド省に役職を与えられ、インドの歴史記録などに関する著作を行った。
1887年にナイトを叙爵した。